# Lleida
Lleida (catalano: [ˈʎejðə] ) o Lerida (italiano: [ˈlɛːrida]; in spagnolo Lérida [ˈleɾiða] ; 137856 abitanti) è una città spagnola in Catalogna.
Secondo capoluogo di provincia della Catalogna per popolazione, dista 154 km da Barcellona, 100 da Tarragona, 152 da Saragozza e 460 da Madrid.
La sua attrazione turistica principale è la cattedrale in stile gotico, la Seu Vella, mentre nel Parc dels Camps Elisis si trova una famosa fontana della sirena.

## Denominazione ufficiale
- Lleida in catalano è la unica denominazione ufficiale della città, stabilita dalla legge 1/1998 della Generalitat de Catalunya, nonché quella con cui gli abitanti della città si riferiscono ad essa tradizionalmente.
- Lérida è la denominazione in spagnolo, raccomandata dalla Real Academia Española[2] se ci si riferisce alla città in lingua spagnola; tuttavia nei documenti ufficiali, anche se redatti in spagnolo, l'unica denominazione utilizzabile rimane per legge Lleida.

## Storia
Fondata col nome di Iltirta, Indibile e Mandonio la difesero dai Cartaginesi e dai Romani. Nel 205 a.C. prese il nome di Ilerda e alla fine del III secolo fu fortificata attraverso la realizzazione di un ponte in pietra che venne successivamente distrutto dalle invasioni barbariche germaniche. Nel 716 d.C. la città venne occupata dai musulmani e prese il nome di Larida. Nel 1149 fu conquistata da Ramon Berenguer IV e da Ermengol VI di Urgell. Nel 1300 venne fondata l'Università di Lleida, prima università del Regno di Aragona, attiva fino al 1707, quando Filippo V ne ordinò la chiusura e la distruzione del borgo universitario. Di questo periodo sopravvive la cattedrale Seu Vella.
La ferrovia giunse nella città nel 1860. Il 2 novembre 1937 la città fu teatro di uno dei più famigerati bombardamenti aerei della Guerra civile spagnola, ad opera di una squadriglia di SM 79 italiani, che fece dai 185 ai 250 morti (a seconda delle fonti, un elenco nominativo di 173 decessi fu pubblicato il giorno dopo dal giornale locale) e circa 750 feriti e contusi, tutti civili. Per una serie di circostanze mai chiarite all'arrivo degli aerei italiani non fu dato l'allarme aereo. Le bombe degli aerei caddero in numerosi punti, specialmente nei dintorni del vecchio ponte, del mercato di San Luis, della sede locale della Banca di Spagna e del collegio cittadino. In questa scuola, più di 60 studenti di età compresa tra 9 e 13 anni rimasero sepolti sotto le macerie. Una delle bombe colpì un autobus pieno di viaggiatori nel bel mezzo del ponte sul fiume Segre, non vi furono sopravvissuti.

## Monumenti e luoghi d'interesse
- Seu Vella è l'antica cattedrale della città e senza dubbio ne è l'emblema. Sorge su un'altura che attraversa la città. La sua costruzione durò per 75 anni, dal 1203 al 1278. La cattedrale fu costruita mescolando gli stili romanico e gotico; nel XVIII secolo venne trasformata in fortezza.
- È possibile visitare anche il Palau de la Suda, nonostante sia distrutto per la maggior parte. Venne costruito durante il regno arabo e usato successivamente dai Conti di Barcellona e dai Re di Aragona.
- Seu Nova, la cattedrale barocca, in uso fin dal regno dei Borboni. Venne bruciata durante la Guerra civile spagnola dagli anarchici comandati da Durruti.
- Institut d'Estudis Ilerdencs, utilizzato per molto tempo come ospedale (Antic Hospital de Santa Maria) costruito in stile gotico, è oggi un museo storico e un centro di ricerca aperto ai visitatori. Al suo interno sono presenti manufatti e lavori artistici racchiusi tra differenti periodi storici: ibero, romano, arabo, medioevale, fino ai tempi moderni. È inoltre un luogo di esposizione utilizzato normalmente dagli artisti contemporanei.

## Cultura

### Arte e musei
Il Museo Lleida aprì nel 2008 e mostra ai visitatori manufatti storici e lavori artistici di differenti periodi.
L'Institut d'Estudis Ilerdencs, un edificio importante a livello storico mostra opere artistiche antiche e contemporanee.
Il Museu d'Art Jaume Morera mostra una collezione d'arte che racchiude opere fra il XX e XXI secolo. Lleida gestisce una varietà di piccole gallerie municipali, quali per esempio la Sala Municipal d'Exposicions de Sant Joan e la Sala Manel Garcia Sarramona, e molti istituti dedicati tanti artisti locali quali la Sala Leandre Cristòfol o la Sala Coma Estadella dedicata al celebre scultore e pittore Albert Coma Estadella (1933–1991).

## Comunicazioni e trasporti
Lerida è raggiungibile utilizzando la rete RENFE, la compagnia statale spagnola delle ferrovie. L'unica stazione della città alla quale possono scendere i passeggeri dei treni è quella di Lleida Pirineus. Questa è servita sia dalla Renfe che dalla Ferrocarrils de la Generalitat de Catalunya. Ci sono progetti che vedono la città collegata alle aree principali della provincia nel prossimo futuro, migliorando la rete delle connessioni via treno e aumentando la frequenza dei mezzi di trasporto.
Lerida ha un nuovo aeroporto aperto nel gennaio 2010. Inoltre è presente una pista d'atterraggio minore ad Alfès.

## Gemellaggi
- Ferrara, dal 1996
- Foix
- Lérida (Colombia)
- Perpignano
- Castellón de la Plana
- Hefei, dal 1998
- Xàtiva